# 마드리스주

마드리스 주의 위치

마드리스주(스페인어: Departamento de Madriz)는 니카라과 북서부에 위치한 주로 주도는 소모토이며 면적은 1,602km2, 인구는 133,300명(2005년 기준)이다. 1936년 8월 누에바세고비아 주에서 분리되어 신설되었으며 주 이름은 니카라과의 전직 대통령인 호세 마드리스에서 유래된 이름이다. 9개 지방 자치체를 관할한다.

주기
주 문장